# Chalumeau (instrument)
Pour les articles homonymes, voir Chalumeau.

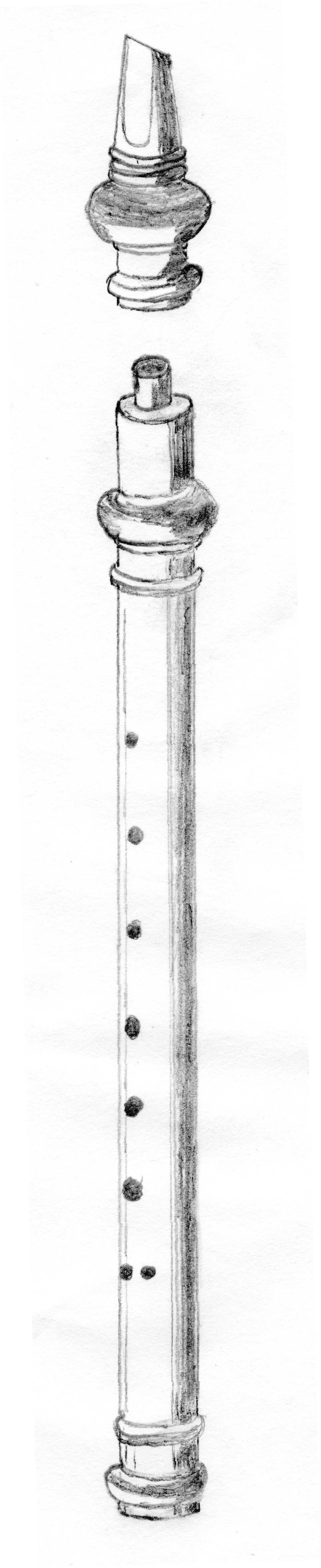
Chalumeau d'après Encyclopédie ou Dictionnaire raisonné des sciences, des arts et des métiers. Tome troisième, Cha-Conjonctif / par une société de gens de lettres ; mis en ordre et publié par M. Denis Diderot,... et quant à la partie mathématique, par M. Jean Le Rond d'Alembert,..

Nom générique au Moyen Âge et à la Renaissance, le chalumeau désigne les instruments à vent de la famille des bois composés d'un tuyau conique ou cylindrique percé de trous pour changer les notes, et d'une anche simple ou double pour créer le son. Le chalumeau, existant au moins depuis le Moyen Âge, est décrit par Marin Mersenne dans son traité Harmonie universelle, contenant la théorie, l'organologie et la pratique de la musique de son époque (1636).
Pendant les périodes baroque et classique, le chalumeau désigne plus spécifiquement un instrument de perce cylindrique et à anche simple; la chalemie correspond alors à un « hautbois ancien » désignant, elle, un instrument de perce conique et à anche double.
« Chalumeau » est le nom donné aux premières clarinettes qui ont gardé ce terme pour leur registre grave (début XVIIIe siècle).

## Histoire

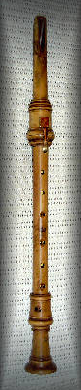
Copie d'un chalumeau amélioré à deux clefs.

Le mot chalumeau est confirmé dans les écrits au cours des années 1630, mais peut avoir été utilisé dès le douzième siècle. Plusieurs dictionnaires français du XVIe siècle emploient le mot pour désigner divers types d'instruments à anche simple, idioglotes, tous dotés de trous d'harmonie. L'anche de style hétéroglote a ensuite été adoptée au XVIIe et au XVIIIe siècle. Ces instruments à un seul corps ont probablement évolué à partir des instruments à plusieurs corps antérieurs grâce à l'abandon du bourdon.
L'utilisation du chalumeau est née en France et s'est ensuite répandue en Allemagne à la fin du XVIIe siècle. En 1700, le chalumeau était un instrument établi sur la scène musicale européenne. À cette époque, le célèbre facteur d'instruments de Nuremberg Johann Christoph Denner a apporté des améliorations au chalumeau, le développant finalement en clarinette baroque. Le chalumeau amélioré se distingue par l'ajout de deux clés (que l'on pense avoir été ajoutées par Denner), qui recouvrent des trous d'harmonie percés de façon diamétralement opposée l'un par rapport à l'autre. La position de ces trous ne permet pas à l'instrument d'accéder au registre supérieur, ce qui limite son ambitus à seulement douze notes,. Afin de compenser son étendue limitée, plusieurs tailles de chalumeau ont été produites, du chalumeau basse au soprano.

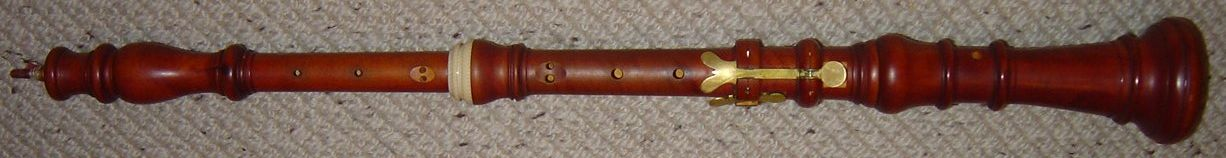
Hautbois baroque et son pavillon caractéristique

Il a également existé en Angleterre un instrument proche du chalumeau, appelé Mock trumpet (en) dans la deuxième moitié du XVIIe siècle.
Sur une période d'environ 20 ans, la clarinette s'est distinguée du chalumeau grâce à un certain nombre d'améliorations structurelles. Le premier et le plus important développement a été le déplacement de la clé permettant le quintoiement (clé de douzième) vers le haut du corps (exactement au tiers supérieur), vers le bec. Denner a également réduit la taille du trou et inséré un petit tube pour faciliter la production d'harmonique, augmentant ainsi considérablement l'ambitus de l'instrument à près de trois octaves (avec des trous dans la gamme). L'instrument fut également allongé afin d'augmenter la précision du diapason; la base du chalumeau, qui ressemblait à celle d'une flûte à bec, fut remplacée par un pavillon semblable à celui du hautbois, et une clef sur le corps inférieur fut finalement ajoutée pour produire un fa grave. Ce nouvel instrument devint finalement la clarinette baroque et se spécialisa dans le registre supérieur appelé clairon, par opposition au registre grave associé au chalumeau. Au début de son développement, la clarinette ne pouvait pas être accordée sur l'ensemble des registres de l'instrument, de sorte que le chalumeau était encore utilisé pour la musique dans le registre grave. Les développements ultérieurs du clétage ont permis une meilleure intonation sur tout l'ambitus de la clarinette, et le jeu du registre grave du chalumeau sur la clarinette a fini par rendre le chalumeau lui-même superflu. La portée limitée et la force modeste du son par rapport à celui de la clarinette ont rendu le chalumeau de moins en moins pratique. En 1800, le chalumeau avait entièrement disparu du répertoire et la clarinette était bien établie sur la scène musicale européenne.
Ces améliorations sont attribuées à Johann Christoph Denner, mais peuvent aussi être une invention de son fils Jacob Denner qui a été formé par son père. Un autre de ses fils, Johann David, a aidé à l'entreprise mais n'est pas enregistré en tant que facteur d'instruments. Les Denners étaient les seuls facteurs d'instruments à produire à la fois des chalumeaux et des clarinettes.

## Pièces musicales pour chalumeau
Les compositeurs ont d'abord eu recours au chalumeau, mais la venue de la clarinette l'a rapidement dépassé en termes de répertoire et d'emploi. L'éditeur Estienne Roger publie, à Amsterdam, un ensemble de duos pour deux chalumeaux en 1706 (avant les premiers duos pour clarinette). En 1716, le même éditeur a publié six volumes de duos pour chalumeaux. Dans les premières décennies du XVIIIe siècle, le chalumeau était particulièrement populaire à la cour des Habsbourg, comme en témoignent les parties de chalumeau dans plus de quarante opéras et oratorios, et la famille de facteurs Denner a reçu de nombreuses commandes de chalumeaux de la part des différentes cours royales à travers l'Europe. Les compositeurs Fux, les frères Bononcini, Zelenka, de Rossi, Vivaldi, Telemann et Hasse ont écrit pour le chalumeau, mais les parties de chalumeau sont moins courantes dans la seconde moitié du siècle. Graupner a beaucoup écrit pour toutes les tailles de chalumeaux et a utilisé l'instrument, souvent par groupes de deux ou trois, dans de nombreuses Suites d'ouverture, Concertos, Cantates d'église et Sonates en trio. Pendant la brève renaissance du chalumeau après 1760, Florian Gassmann a inclus une partie de chalumeau dans deux pièces, et des parties de chalumeau ont été incluses dans plusieurs ballets dans les années 1770. Mais des interprétations ultérieures de ces pièces ont transposé les parties de chalumeau à la clarinette ou à la flûte. Le chalumeau a souvent été inclus dans les dictionnaires de musique jusqu'au début du XIXe siècle.
Les compositions baroques incluant le chalumeau se trouvent surtout dans deux centres différents :
- d'un côté à Vienne en Autriche, où des compositeurs d'opéras comme Giovanni Bononcini, Antonio Caldara, Johann Joseph Fux[7] emploient le chalumeau en combinaison avec la voix humaine ;
- de l'autre côté à Hambourg et Darmstadt dans le Saint-Empire romain germanique, où Georg Philipp Telemann et Christoph Graupner montrent une préférence pour les chalumeaux dans le registre grave (chalumeau ténor).

En Italie, Antonio Vivaldi a également employé le chalumeau dans plusieurs de ses œuvres où il est mentionné sous son nom italien de « salmoè ».

## Cornemuse
Sur une cornemuse, le chalumeau ou la chanterelle sont les noms français du practice ou chanter anglais ou du lévriad breton. C'est le hautbois, tuyau de perce conique, le plus souvent à anche double, sur lequel le musicien joue la mélodie.

## Orgue
Le nom « chalumeau » est utilisé par les facteurs d'orgue européens pour désigner un jeu d'orgue à résonateur court de huit pieds utilisé pour les effets de couleur. Il a été construit pour la première fois pour l'orgue de l'église Notre-Dame de Dresde par le célèbre facteur d'orgues Gottfried Silbermann entre 1732 et 1736. Silbermann était si satisfait du son de cette nouvelle invention qu'il l'a inclus dans la plupart de ses derniers modèles.

## Chalumeaux historiques et copies
Il subsiste environ dix chalumeaux historiques originaux dans les collections des musées et des collectionneurs, que les facteurs modernes utilisent pour fabriquer des copies. Parmi les exemplaires originaux, la plupart sont en buis et tous comportent deux clefs placées l'une en face de l'autre pour être jouées par le pouce et l'index de la main (gauche ou droite indifféremment). Les becs de ces instruments ont généralement l'anche placée sur le dessus afin qu'elle vibre contre la lèvre supérieure lorsqu'on en joue. Les chalumeaux qui subsistent ont été fabriqués entre le début du XVIIIe siècle et aux environs de 1760 par cinq facteurs d'instruments connus, dont J. C. Denner, W. Kress, Liebau, Klenig et Muller. Parmi ces instruments, il existe un chalumeau soprano, un chalumeau basse, plusieurs chalumeaux ténor et alto, et un rare chalumeau d'amour. Le chalumeau d'amour possède un pavillon piriforme (appelé aussi pavillon d'amour) comme la clarinette d'amour et le cor anglais moderne.
Parmi les fabricants actuels de copies de chalumeaux figurent Gilles Thomé, Peter van der Poel, Andreas Schöni, R. Tutz, François Masson et Guntram Wolf. D'autres fabricants, notamment Tupian, Hahl et Kunath, produisent des adaptations modernes du chalumeau. Aujourd'hui, le groupe de musique In Extremo compte trois joueurs de chalumeau : Marco Ernst-Felix Zorzytzky, Andre Strugalla et Boris Pfeiffer.

## Le chalumeau contemporain

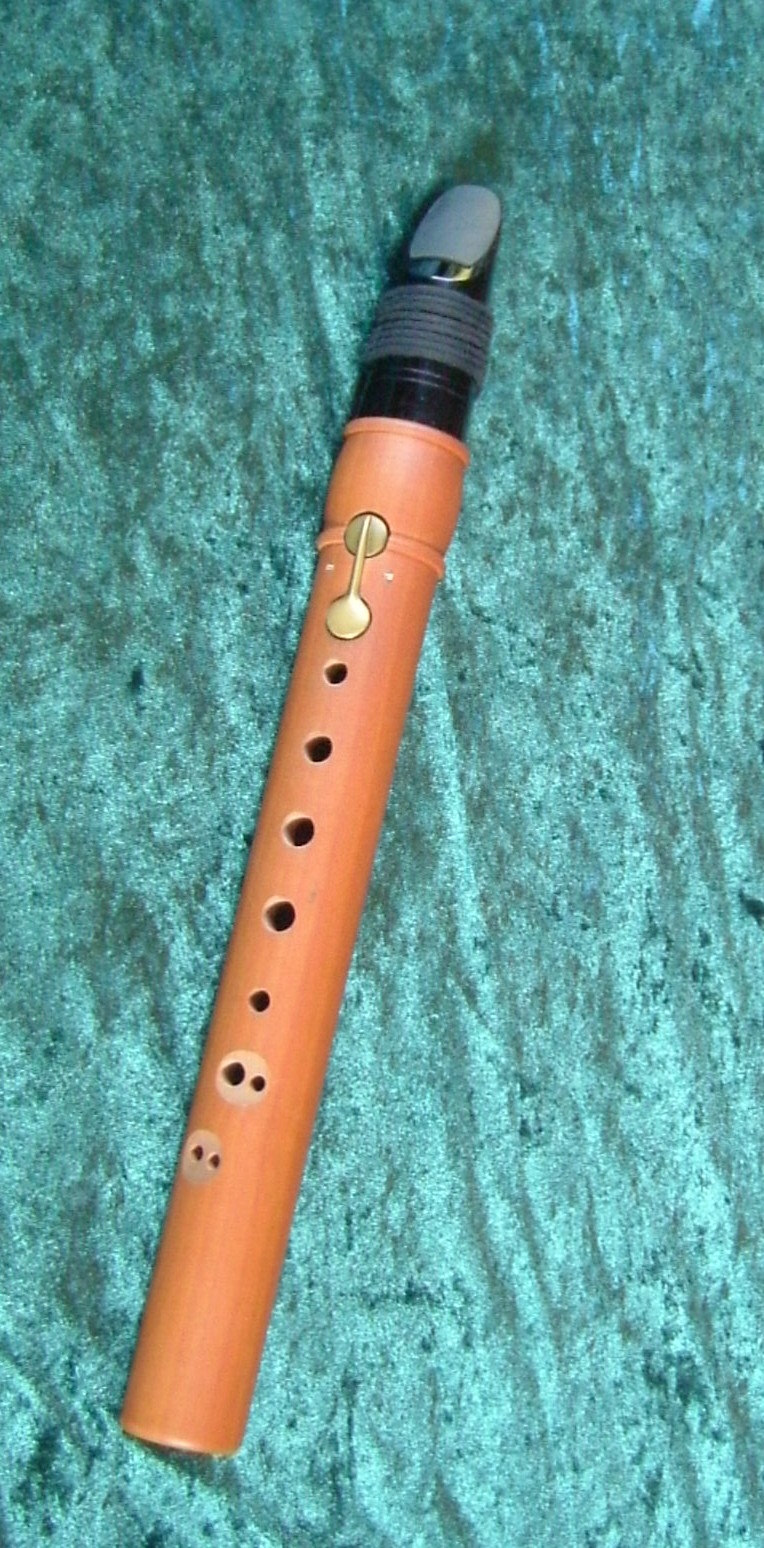
Un chalumeau moderne, à deux clefs

Il y a quelques années, le chalumeau a été redécouvert ou « réinventé ». Différents modèles co-existent et servent des objectifs différents. D'une part, des copies d'instruments historiques sont construites pour la pratique historique de la musique des 17e et 18e siècles. D'autre part, l'instrument est apprécié par les formations folkloriques et médiévales pour sa facilité de jeu et sa sonorité caractéristique.
Des instruments similaires ont également été développés pour l'enseignement instrumental afin de préparer le passage de la flûte à bec à la clarinette ou au saxophone. Dans la plupart des cas, un bec de clarinette moderne est relié à un corps de flûte à bec. Ces instruments sont commercialisés sous des noms très différents (clarinette soprano, clarinette d'enfant, clarineau, chalumeau de poche, saxonet). Il existe des types avec et sans clés, certains avec des clés de douzième, dans différentes tonalités.
Le xaphoon, qui a été inventé comme un "saxophone de poche" avec un corps en bambou, et les instruments correspondants en plastique ou en bois (woodensax) peuvent également être considérés comme des chalumeaux. Une association d'un bec de saxophone monté sur un corps de tin whistle (ou d'un chanter) est proposée sous le nom de « Highland hornpipe ».

## Source
- Denis Diderot et Jean Le Rond d'Alembert, Encyclopédie ou Dictionnaire raisonné des sciences, des arts et des métiers. Tome troisième, Cha-Conjonctif / par une société de gens de lettres ; mis en ordre et publié par M. Denis Diderot,... et quant à la partie mathématique, par M. Jean Le Rond d'Alembert,.., t. troisième, Briasson (Paris), 1751-1765 (BNF 35153871, lire en ligne), p. 40.